# Forza elettromotrice
La forza elettromotrice, o f.e.m., è la condizione di squilibrio energetico realizzata da un generatore elettrico tra i suoi capi in modo da determinare il movimento processionale delle cariche elettriche. È il rapporto tra il lavoro compiuto dal dispositivo per muovere le cariche al suo interno (convenzionalmente positive) dal polo a minore potenziale verso quello a maggior potenziale, e la quantità di carica spostata. 
Questa grandezza fisica corrisponde alla differenza di potenziale massima ai capi di un generatore elettrico sconnesso dal circuito elettrico. La f.e.m. si differenzia da una differenza di potenziale, in quanto è sempre maggiore della differenza di potenziale utile presente quando il generatore viene connesso al circuito elettrico, dal momento che la resistenza interna del generatore riduce questa tensione.
L'utilizzo della parola forza ha un significato differente da quello oggi generalmente accettato, cioè di forza in senso meccanico; essa, tuttavia, trova ancora applicazione, ad esempio, per esprimere la massima differenza di potenziale che un generatore di tensione produce fra i suoi poli o la differenza di potenziale fra gli elettrodi di una cella elettrochimica. In particolare, nel caso di una cella galvanica, la forza elettromotrice corrisponde alla differenza di potenziale che si instaura in corrispondenza dei morsetti della cella a circuito aperto (cioè in assenza di circolazione di corrente, ovvero all'equilibrio).

## Storia
Nel 1800, dopo un disaccordo professionale sulla risposta galvanica sostenuta da Luigi Galvani, Alessandro Volta sviluppò la nota pila voltaica, precursore della batteria, che produce una tensione costante ai suoi capi. Nei suoi studi Volta accanto ai concetti di "capacità" e di "quantità" usò per la prima volta il concetto di "tensione elettrica" per rendere conto delle proprietà intensive dell'elettricità.

## Descrizione

### F.e.m. di un generatore
All'interno di un generatore elettrico si verificano processi che trasportano le cariche positive verso il polo positivo e le cariche negative verso quello negativo. Questi processi si oppongono alla repulsione fra cariche elettriche dello stesso segno.
Essi possono essere di natura elettrochimica, elettromagnetica, termoelettrica, fotoelettrica, piezoelettrica e così via.
Il lavoro L necessario al trasporto delle cariche verso i rispettivi poli è direttamente proporzionale alla quantità di carica q; la forza elettromotrice E è definita come quantità di lavoro compiuto per unità di carica, secondo la formula:
{\displaystyle E={\frac {\mathrm {d} L}{\mathrm {d} q}}}.
L'unità di misura SI della forza elettromotrice è il volt, la stessa che si impiega per misurare il potenziale e la tensione; l'unità di misura CGS è lo statvolt. Nelle formule, la forza elettromotrice viene indicata talora con le lettere f, e, E o V.
In un circuito chiuso, la differenza di potenziale ΔV misurata ai poli di un generatore reale risulta sempre leggermente inferiore alla forza elettromotrice del generatore per effetto della resistenza interna ri dello stesso:
{\displaystyle \Delta V=E-ir_{i}}.

### F.e.m. indotta
La forza elettromotrice indotta in un circuito chiuso è uguale all'opposto della variazione del flusso magnetico ΦB che lo attraversa in una unità di tempo, come stabilisce la Legge di Faraday-Neumann-Lenz nella notazione di Newton:
{\displaystyle E_{B}=-{\dot {\Phi }}_{B}}.
E per la definizione di induttanza elettrica {\displaystyle \Phi _{B}=LI},
{\displaystyle E_{B}=-d(LI)/dt}.
Il segno – è dovuto al fatto che la forza elettromotrice indotta si oppone alla variazione del flusso magnetico che l’ha generata in virtù della legge di Lenz.
Nel caso in cui la variazione del flusso sia dovuta a una modifica meccanica del sistema, come ad esempio la riduzione dell'area di una spira, si parla di forza elettromotrice cinetica.